# Pinna adiposa

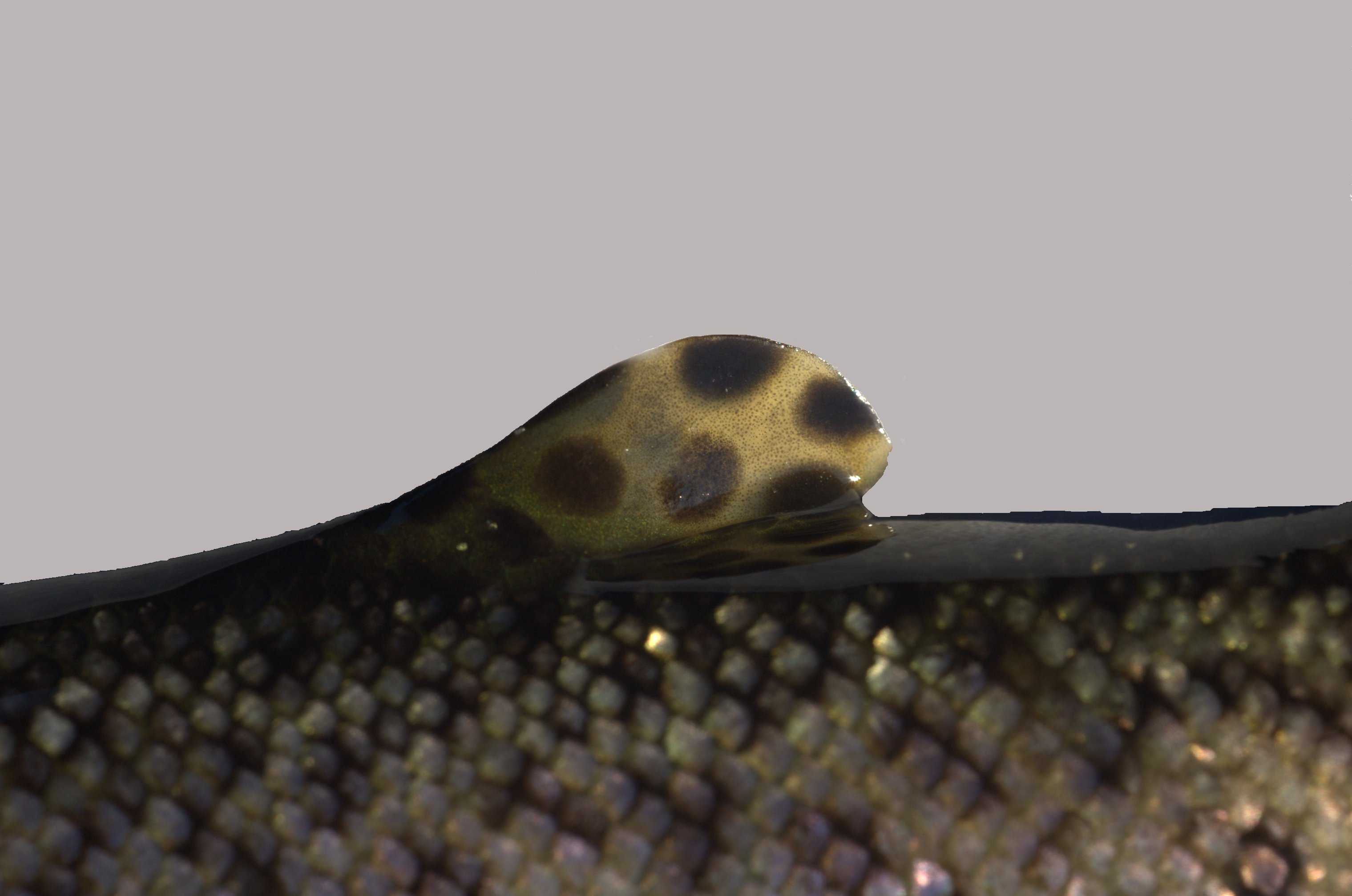
Pinna adiposa di Oncorhynchus mykiss

La pinna adiposa è una soffice pinna carnosa, composta da un lembo di tessuto adiposo e priva di raggi, che si trova nella parte posteriore dei pesci tra la pinna dorsale e la pinna caudale, appena prima di quest'ultima. 
È assente in molte famiglie di pesci, ma in altre (i Salmonidae, di cui è una caratteristica sistematica, Characidae, Mochokidae, ecc) è presente in modo anche molto sviluppato.
La sua funzione è quella di aumentare la stabilità dell'animale durante gli spostamenti orizzontali.